# 定詰雅彦
定詰 雅彦（じょうづめ まさひこ、1966年9月24日 - ）は、広島県山県郡安芸太田町出身の元プロ野球選手（捕手）・コーチ。

## 来歴・人物
中学時代に野球を始める。広陵高では、1984年の第56回選抜高等学校野球大会に出場するが、1回戦で大島公一のいた法政二高に敗退。高校時代の同期には三塁手の石橋文雄、この大会には出場できなかったが1学年下に本原正治、2学年下に金本知憲がいた。春以降は外野手で同年夏の広島大会では準々決勝で尾道商業高に敗退。
高校卒業後は、社会人野球の日立造船有明に入部するも2年目に廃部となり、新日本製鐵広畑へ転籍。広畑では正捕手に應武篤良がいたため外野手として出場することもあった。1989年限りで應武が引退した後は正捕手に定着し、1990年の都市対抗野球では本塁打を放つなど活躍、しかし決勝ではヤマハに11-12の接戦で敗れ、準優勝にとどまる。同年の日本選手権にも出場、第31回ワールドカップ日本代表に選出され、社会人ベストナインのタイトルも獲得した。
1990年度プロ野球ドラフト会議にてロッテオリオンズから2位指名を受け、入団。
1991年4月6日、監督の金田正一の下、西武ライオンズとの開幕戦で一軍公式戦初出場を果たす。同時に渡辺久信からプロ入り初打席で初安打を記録。同年は福澤洋一、青柳進に続く第3捕手として53試合に出場した。
1992年、八木沢荘六が監督に就任し、正捕手は青柳でほぼ固定され、シーズン終盤の8月27日対オリックス・ブルーウェーブ戦以降19試合に先発出場した。
1993年、このシーズンも青柳が正捕手を務めたが、シーズン終盤を中心に36試合に先発出場した。西武が4連覇を決めた10月13日の対西武戦では潮崎哲也に一塁ゴロに打ち取られて最後の打者になっている。
1994年は開幕スタメンを勝ち取り、シーズンを通して正捕手として起用されてチームを引っ張る。
1995年は監督に就任したボビー・バレンタインの下で開幕から正捕手に定着し、チームのリーグ2位躍進に貢献した。5月7日の対オリックス戦では山中潔に続く2番手捕手として出場したが、8回クロスプレーに抗議し退場処分を受けた。捕手を使い切ったバレンタイン監督は急遽二塁手の五十嵐章人を捕手で
起用し乗り切った。
また強肩であったため、チームのエース的存在だった伊良部秀輝との相性が良く彼のタイトル獲得に貢献した。しかし打率1割台と毎年バッティングの課題が克服できず、1996年、日本ハムファイターズから移籍してきた田村藤夫に正捕手の座を奪われ（しかし田村は翌年FAで退団）、出場試合数も100試合を切った。
1996年シーズンオフに鮎川義文との交換トレードで阪神タイガースへ移籍。先発出場23試合、試合終盤の守備固めとしても活躍。当時阪神のエースであった藪恵壹が驚く程の強肩でも存在感を示した。共にプレーした新庄剛志は、後年「守備世界一」メンバーの捕手に定詰を挙げている。しかしロッテ時代から続いていた課題の打撃が改善できず打率1割台から向上できないままだった。
1998年は交換トレードで中日から移籍してきた矢野輝弘が正捕手として起用され、山田勝彦との二番手捕手争いにも破れる形となった。更に横浜ベイスターズとの開幕三試合目の延長12回に、ベン・リベラの投球を止め切れずにサヨナラパスボールを演じてしまい、以降大幅に一軍での出場が減る（先発出場なし）。
1999年、監督が吉田義男から野村克也に交代すると、起用構想から外れた。キャンプ中は「ユニークなリードをする」と言われるなど一定の評価をしていたが、オープン戦での些細なミスから一気に評価を下げてしまう。オープン戦では出場機会が得られたが、シーズンに入ると殆ど起用されず、先発出場は5月8日対横浜戦の1試合だけであった。
2000年にプロ入り初の一軍出場なしに終わり、シーズンオフに戦力外通告、自由契約となり現役を引退。野村は、後に書いたいくつかの著書（「ああ、阪神タイガース」など）では定詰と北川博敏は捕手としては論外であったと書いており、両者とも野村の時代は出場試合が少なく途中でチームを去っており、野村からの評価は低かった。
2000年にメガスポーツに入社し、プロ野球経験者ということから野球用品のテレビコマーシャルにも出演。入社当時は、泉佐野市にあったスポーツオーソリティ日根野店に勤務し、2004年まで勤務していた。その傍ら、2001年からプロ野球マスターズリーグの大阪ロマンズに在籍。2005年は四国アイランドリーグの徳島インディゴソックスコーチに就任。退任後、2006年は古巣のロッテでスカウト、2007年からはブルペン捕手を務め、5月12日付けでバッテリーコーチに就任し2009年まで務めた。
2011年からは、社会人野球のクラブチーム・銚子オーシャンズで選手兼任コーチを務めている。その際は様々な仕事を転々としていた。
2012年にメガスポーツに再入社し、2014年の12月には、スポーツオーソリティ幕張新都心店に勤務していることが明かされた。
2022年1月8日にメットライフドームで開催された「PERSOL THE LAST GAME 2021」（2020年・2021年シーズンに引退した選手の合同引退試合）では、”助っ人捕手”として出場し安打を放った。

## エピソード
- 現役時代はサングラスを着用して出場し、これがトレードマークとなった。
- 定詰という苗字は相当珍しい[12]。
- ロッテ時代の1994年6月12日、対オリックス戦（神戸）にて成本年秀の球を止められず、パ・リーグ史上3人目（当時）となるサヨナラ捕逸を記録した（1988年の内田強以来6年ぶり）[13]。前述の通り阪神時代の4月5日対横浜戦でも記録しており、セ・パ両リーグでサヨナラ捕逸を経験している。
- 1995年7月24日に行われた阪神大震災復興支援チャリティードリームゲーム（日本人選抜チーム対外国人選抜チームの試合）で、この試合で捕手を務める予定だったティム・マッキントッシュが6月に帰国してしまい、外国人選手枠に捕手がいなかったため、ロッテ監督でこの試合外国人チーム監督でもあったボビー・バレンタインの推薦により外国人選抜チームに出場。登録名を「ジョー」とし（他の捕手として大久保博元（登録名は「デーブ」）が出場）、「JOE」のネームが入った特注のユニフォームを着用した[14]。
- ロッテ時代の応援歌は、近藤真彦のギンギラギンにさりげなくの流用であった（後に「雅彦」つながりで田中雅彦に流用され、2009年まで使用された）。

## 詳細情報

### 年度別打撃成績
| 年 度     | 球 団     | 試 合 | 打 席 | 打 数 | 得 点 | 安 打 | 二 塁 打 | 三 塁 打 | 本 塁 打 | 塁 打 | 打 点 | 盗 塁 | 盗 塁 死 | 犠 打 | 犠 飛 | 四 球 | 敬 遠 | 死 球 | 三 振 | 併 殺 打 | 打 率 | 出 塁 率 | 長 打 率 | O P S |
| --------- | --------- | ----- | ----- | ----- | ----- | ----- | -------- | -------- | -------- | ----- | ----- | ----- | -------- | ----- | ----- | ----- | ----- | ----- | ----- | -------- | ----- | -------- | -------- | ----- |
| 1991      | ロッテ    | 53    | 99    | 90    | 8     | 15    | 1        | 0        | 3        | 25    | 5     | 0     | 0        | 0     | 0     | 5     | 0     | 4     | 26    | 2        | .167  | .242     | .278     | .520  |
| 1992      | ロッテ    | 25    | 64    | 57    | 7     | 8     | 3        | 0        | 1        | 14    | 4     | 0     | 2        | 3     | 0     | 4     | 0     | 0     | 13    | 0        | .140  | .197     | .246     | .442  |
| 1993      | ロッテ    | 58    | 129   | 115   | 13    | 29    | 8        | 2        | 3        | 50    | 18    | 0     | 2        | 2     | 3     | 9     | 0     | 0     | 29    | 5        | .252  | .299     | .435     | .734  |
| 1994      | ロッテ    | 106   | 293   | 263   | 19    | 47    | 5        | 3        | 2        | 64    | 23    | 2     | 1        | 11    | 1     | 16    | 0     | 2     | 73    | 6        | .179  | .230     | .243     | .474  |
| 1995      | ロッテ    | 112   | 310   | 265   | 24    | 49    | 8        | 0        | 3        | 66    | 20    | 3     | 0        | 28    | 2     | 13    | 0     | 2     | 64    | 5        | .185  | .227     | .249     | .476  |
| 1996      | ロッテ    | 79    | 176   | 146   | 10    | 27    | 6        | 0        | 2        | 39    | 15    | 4     | 2        | 18    | 2     | 10    | 0     | 0     | 32    | 1        | .185  | .234     | .267     | .501  |
| 1997      | 阪神      | 62    | 90    | 81    | 4     | 14    | 2        | 0        | 0        | 16    | 2     | 0     | 0        | 5     | 0     | 4     | 1     | 0     | 24    | 3        | .173  | .212     | .198     | .409  |
| 1998      | 阪神      | 10    | 4     | 4     | 0     | 1     | 0        | 0        | 0        | 1     | 0     | 0     | 0        | 0     | 0     | 0     | 0     | 0     | 1     | 0        | .250  | .250     | .250     | .500  |
| 1999      | 阪神      | 6     | 6     | 6     | 0     | 2     | 0        | 0        | 0        | 2     | 1     | 0     | 0        | 0     | 0     | 0     | 0     | 0     | 0     | 0        | .333  | .333     | .333     | .667  |
| 通算：9年 | 通算：9年 | 511   | 1171  | 1027  | 85    | 192   | 33       | 5        | 14       | 277   | 88    | 9     | 7        | 67    | 8     | 61    | 1     | 8     | 262   | 22       | .187  | .236     | .270     | .506  |

### 年度別守備成績
| 年 度 | 捕手 | 捕手   | 捕手   | 捕手   | 捕手   |
| 年 度 | 試合 | 企図数 | 許盗塁 | 盗塁刺 | 阻止率 |
| ----- | ---- | ------ | ------ | ------ | ------ |
| 1991  | 58   | 28     | 21     | 7      | .250   |
| 1992  | 23   | 28     | 21     | 7      | .250   |
| 1993  | 57   | 45     | 27     | 18     | .400   |
| 1994  | 106  | 90     | 56     | 34     | .378   |
| 1995  | 111  | 76     | 52     | 24     | .316   |
| 1996  | 78   | 45     | 27     | 18     | .400   |
| 1997  | 62   | 21     | 15     | 6      | .286   |
| 1998  | 10   | 5      | 5      | 0      | .000   |
| 1999  | 5    | 3      | 2      | 1      | .333   |
| 通算  | 510  | 341    | 226    | 115    | .337   |

- 各年度の太字はリーグ最高

### 記録
- 初出場：1991年4月6日、対西武ライオンズ1回戦（西武ライオンズ球場）、4回裏に捕手で出場
- 初打席・初安打：同上、6回表に渡辺久信から
- 初先発出場：1991年4月7日、対日本ハムファイターズ1回戦（東京ドーム）、8番・捕手で先発出場
- 初本塁打・初打点：1991年4月15日、対近鉄バファローズ3回戦（川崎球場）、8回裏に池上誠一からソロ

### 背番号
- 45 （1991年 - 1995年、1999年 - 2000年）
- 15 （1996年）[15]
- 28 （1997年 - 1998年）[16]
- 94 （2007年 - 2008年）
- 74 （2009年）